# Sportseelsorge
Die Sportseelsorge (auch Sportlerseelsorge, Sportpastoral) genannt ist – analog zur Künstlerseelsorge – eine Seelsorgetätigkeit für Sportler, insbesondere Spitzen- und Leistungssportler. Sie wird insbesondere bei sportlichen Großereignissen angeboten. Am bekanntesten ist dabei die Olympiaseelsorge.
Ein Sportseelsorger oder Sportpfarrer (Sports Chaplain) nimmt sich der seelischen und geistlichen Bedürfnisse von Athleten und Trainern an und dient ihnen pastoral. Bekannte Vertreter der Sportseelsorge sind der evangelische Theologe Karl Zeiß und der österreichische Salesianerpater Bernhard Maier.

## Herkunft/Geschichte
Nach der Geiselnahme der israelischen Olympiadelegation 1972 in München und dessen tragischem Ende stellte das Internationale Olympische Komitee (IOC) fest, dass seelsorgerische Begleitung bei Olympischen Spielen benötigt wird. Internationale Sports Chaplains aus unterschiedlichen konfessionellen Hintergründen stehen ihnen zur Verfügung.

## Aufgabenbereich
Ein Sportseelsorger oder Sportpfarrer kümmert sich um persönliche Anliegen der Athleten und Trainer. Des Weiteren leitet er Sportler-Gottesdienste, macht Krankenbesuche und sorgt sich in Vieraugen-Gesprächen um die Seele der Sportler und Trainer.

## Vertreter
- Karl Zeiß, deutscher evangelischer Sportpfarrer, gilt als Vorreiter der Sportseelsorge
- Jörg Walcher, überkonfessioneller Olympia- und Spitzensportseelsorger, Mitherausgeber der Wintersport-Bibel
- Hans Günter Schmidts, Gesamtleiter von SRS Deutschland Altenkirchen
- Vinci Carrillo, Leiter von Athletes in Action